# Forum 18
Forum 18 är en norsk människorättsorganisation som anser sig vilja stadfästa religionsfrihet för alla, baserat på artikel 18 i FN:s deklaration om de mänskliga rättigheterna.
Forum 18 News Service, grundat av Forum 18, är en initiativ som rapporterar om hot och aktioner mot religionsfrihet för alla människor, oavsett religiös tillhörighet. Nyhetsförmedlingen fokuserar primärt på länderna i före detta Sovjetunionen, inklusive Centralasien, och Östeuropa, men har också publicerat rapporter om Turkiet, Myanmar, Kina (inklusive Xinjiang), Laos, Mongoliet, Nordkorea och Vietnam.
Nyheter publiceras i två upplagor: en sammanfattning som publiceras veckovis varje fredag; samt en nästintill daglig upplaga på vardagar.